# Ángel Rosenblat
Pour les articles homonymes, voir Rosenblat.
Ángel Rosenblat, né le 9 décembre 1902 à Węgrów et mort le 11 septembre 1984 à Caracas, est un philologue, essayiste et hispaniste vénézuélien d'origine polonaise.

## Biographie
Né en Pologne, il quitte ce pays avec sa famille à l'âge de six ans pour s'installer en Argentine, où il grandit et étudie. Il fréquente l'Institut de philologie de l'université de Buenos Aires, où il reçoit notamment l'enseignement d'Amado Alonso et de Pedro Henríquez Ureña ; Alonso le fait collaborer à la préparation du premier tome de ce qui deviendra la Biblioteca de Dialectología Hispanoamericana (« Bibliothèque de dialectologie hispano-américaine ») et lui inculque les méthodes de travail de la stylistique idéaliste. Il étudie ensuite à l'université de Berlin entre 1931 et 1933, avant de travailler auprès de Ramón Menéndez Pidal au Centre d'études historiques de Madrid de 1933 à 1936.
Embauché par Mariano Picón Salas pour enseigner l'espagnol et le latin à l'Institut pédagogique national du Vénézuéla en 1946, il s'installe dans ce pays et fonde en 1947 la chaire de philologie de l'université centrale de Caracas. Naturalisé vénézuélien à partir de 1950, il dirige aussi l'Institut de philologie Andrés Bello de l'université centrale ; portant avant tout ses recherches sur l'espagnol d'Amérique dans sa variété vénézuélienne, il élabore un grand fichier lexicographique de particularismes vénézuéliens. Il collabore par ailleurs à la rubrique littéraire du journal El Nacional et est rédacteur de la revue Tierra Firme.
À l'opposé du discours alarmiste de Rufino José Cuervo, qui redoute la fragmentation de l'espagnol d'Amérique en de multiples langues, Rosenblat perçoit une grande unité dans l'usage de l'espagnol cultivé des deux côtés de l'Atlantique, quoique moins visible dans les usages plus populaires et argotiques.